# Villa Trinidad (Formosa)
Villa Trinidad é um município da Argentina, localizada na província de Formosa